# 1806
Cette page concerne l'année 1806  du calendrier grégorien.
L'année 1806 est une année commune qui commence un mercredi.
L’an 1806 est une année de l'ère commune. En France, le 1er janvier marque son rétablissement, avec l’abandon du calendrier républicain par Napoléon Ier. Pour le philosophe Alexandre Kojève qui interprète l’analyse du philosophe allemand Hegel, cette année marque la fin de l'histoire quand Napoléon est entré à Iéna.

## Événements

### Afrique
- 8 janvier, Colonie du Cap : défaite hollandaise à la bataille de Blaauwberg, près du Cap, en Afrique du Sud[2].
- 18 janvier : capitulation du général Jan Willem Janssens[2]. Le Cap devient définitivement une colonie britannique.
  - Les missionnaires de la L.M.S. (London Missionary Society) incitent les métis hollando-hottentots à fonder, sous leur contrôle, des Républiques grika dans les environs des fleuves Vaal et Orange, ce qui heurte les conceptions raciales des Boers. Les colons hollandais occupent une zone peu étendue, limitée au nord par le désert du Kalahari et à l’est par la Fish river. Avec eux vivent quelques Hottentots et une minorité importante de métis hollando-hottentots. Le développement de la colonie britannique du Cap est une source de conflit avec les Boers[3].
- 13 mars : victoire navale anglaise sur la France à la bataille du Cap-Vert[4].

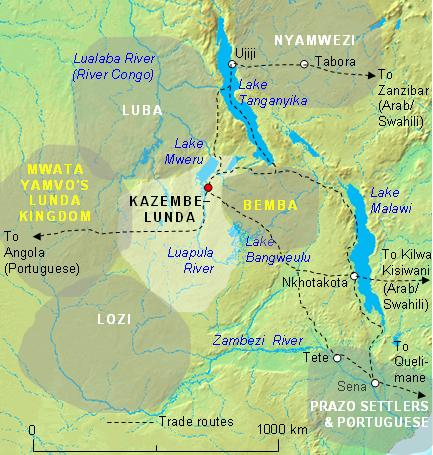
Le royaume Kazembe dans la première partie du XIXe siècle, avec les principales routes.

- 22 mai : l’expédition de Amaro José et João Baptista, partie en 1802, quitte la cour du mwata Kazembe avec l’autorisation de traverser le royaume (1806-1814). Ils réussissent pour la première fois à traverser le continent et à joindre l’Angola au Mozambique, au prix d’une détention de plusieurs années[5].
- 26 septembre : La Réunion devient l'île Bonaparte[6].

- Le roi du Ouadaï Abd el-Kérim envahit le Baguirmi à l’appel des Boulala révoltés. Il pille la capitale Massénia et tue le mbang Abd er-Rhamane. Après quelques mois d’anarchie, il met sur le trône Ousmane Bourkoumanda, un fils de Abd er-Rhamane, obligé de payer un tribut au Ouadaï et au Bornou (règne de 1807 à 1846)[7].
- Révoltes féodales dans le royaume mossi du Yatenga (Burkina Faso) à la mort du souverain Naba Kango, qui avait consolidé les forces du pays en s’opposant à la poussée des Bambara vers l’est. Menées par les Nakomsé, ces révoltes amorcent le déclin du royaume du Yatenga[8].
- Victoire des Ashanti d’Osei Bonsu sur les Fanti à Abora. Les Britanniques proposent leur médiation, mais sont balayés par les Ashanti qui envahissent Anomabu (juin 1807) et toute la côte jusqu’à Winneba[9].

### Amérique
- 6 février : victoire navale anglaise sur la France à la bataille de San Domingo[10].
- 18 avril : Nicholson Act (Non-Importation Act)[11]. Première sanction des États-Unis contre les Britanniques qui saisissent les navires américains à destination de l’Europe en vertu du blocus maritime.

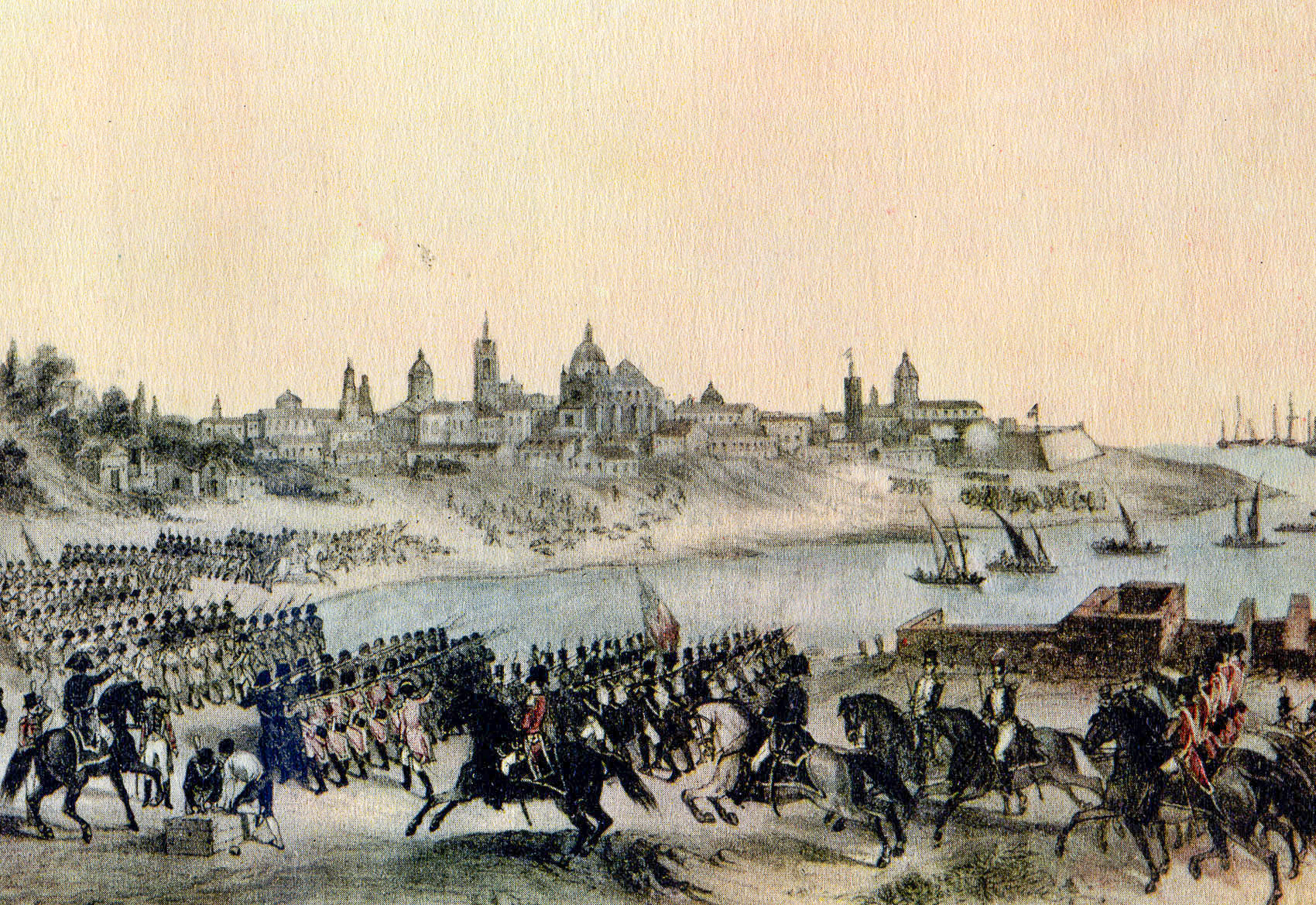
Attaque de Buenos Aires.

- 27 juin : première invasion britannique au Río de la Plata[12]. Un corps expéditionnaire débarqué le 25 juin prend Buenos Aires.
- 3 août, La Vela de Coro[13] : échec du soulèvement séparatiste au Venezuela dirigé par le Créole Francisco de Miranda, soutenu par le Royaume-Uni qui entend obtenir des facilités de commerce avec l’Amérique latine.
- 12 août : capitulation des Britanniques à Buenos Aires à la suite de l’intervention des milices populaires formées par Liniers[12].
- 17 octobre : assassinat de Jacques Ier (alias Jean-Jacques Dessalines), empereur d'Haïti depuis 1804[10].

### Asie
- 20 janvier : naissance de Lungtok Gyatso, le neuvième dalaï-lama, intronisé le 10 novembre 1808 (fin en 1815)[14].
- Février : les wahhabites prennent La Mecque et Djeddah[15].
- 3 juillet, guerre russo-persane : prise de Derbent[16]. Conquête de l’Ossétie et des khanats de Quba, de Bakou et de Derbent par les Russes[17].
- Juillet : Nguyên Anh se proclame empereur du Vietnam sous le nom de Gia Long, avec l’investiture de la Chine[18]. Il crée un pouvoir absolu, très centralisé. Il fait disparaître les derniers vestiges de féodalité et réforme l’armée, l’enseignement supérieur et l’administration.
- Août : couronnement de Ang Chan II, roi du Cambodge[19] (fin de règne en 1834).
- 19 novembre : mort de shah Alam II. Akbar Shah II devient empereur moghol sous la tutelle des Britanniques[20].

### Europe

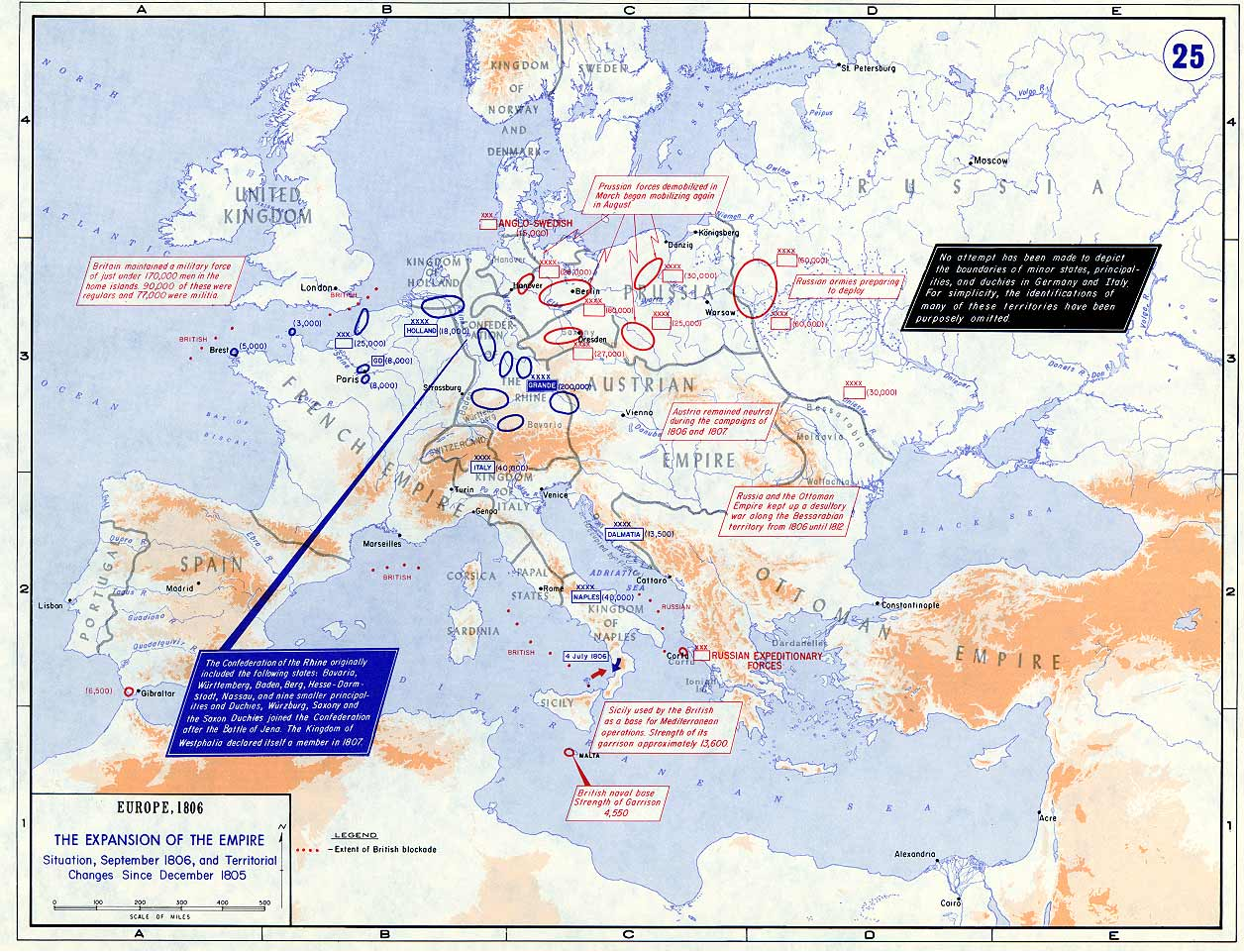
Situation stratégique en Europe.

- 23 janvier : mort de William Pitt le Jeune (1759-1806), Premier ministre du Royaume-Uni. Le francophile Fox, partisan de la paix, propose à la France de négocier dès le mois de février puis meurt à son tour le 13 septembre[21].
- 11 février : début du ministère whig de William Wyndham Grenville, Premier ministre du Royaume-Uni (fin le 31 mars 1807)[22].
- 20 février : arrivée de Molitor à Zadar[23] ; début de la campagne de Dalmatie.
- 26 février : début du siège de Gaète par les Français ; la ville capitule le 18 juillet[24].
- 9 mars : victoire française sur Naples à la bataille de Campo Tenese[25].
- 30 mars : Napoléon Ier place Joseph Bonaparte sur le trône du royaume de Naples[26].
- 16 mai : un décret du conseil britannique déclare un blocus sur les côtes de l’Elbe à Brest[27].
- 24 mai : traité de Paris créant le royaume de Hollande[28].
- 26 mai : les Français occupent Raguse[29].

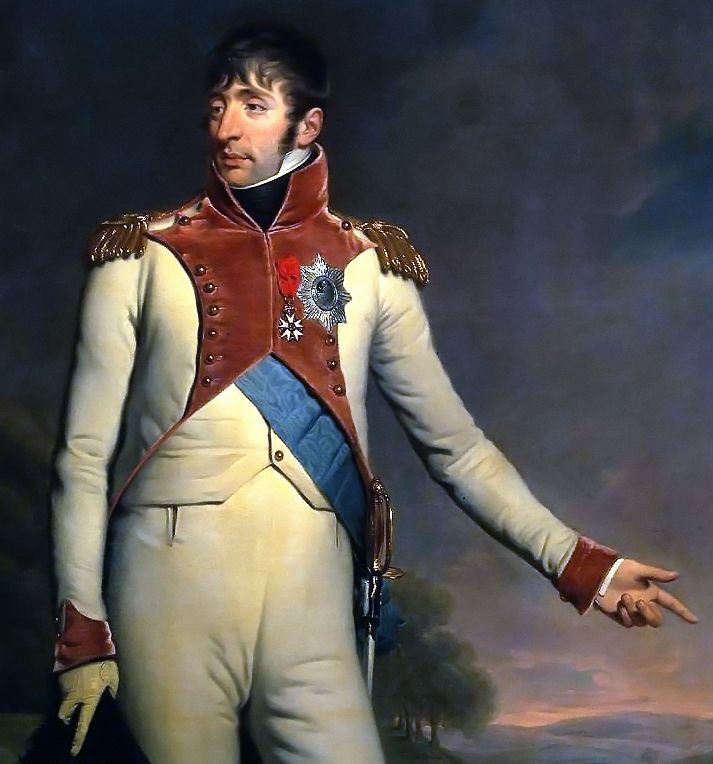
Louis Bonaparte, roi de Hollande, devient populaire. Il poursuit les réformes : imposition directe, abolition des guildes (1808), codification des coutumes judiciaires (août), introduction du code Napoléon adapté (1809), réorganisation judiciaire, réforme de l’éducation primaire, fondation des archives royales, de la bibliothèque royale, du musée royal, de l’Académie royale des sciences.

- 5 juin : le royaume de Hollande remplace la République batave[26]. Louis Bonaparte (1778-1846) est proclamé roi de Hollande (fin en 1810).
- 4 juillet : victoire britannique sur la France à la bataille de Maida. la Calabre se soulève contre l’occupation française[21].
- 12 juillet : traité de la confédération du Rhin signé à Paris[26].

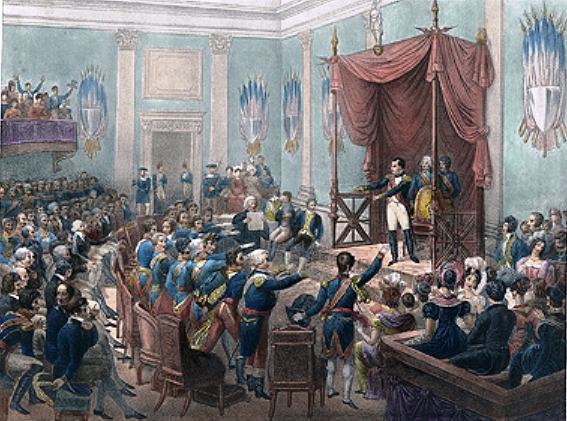
Hommage de la confédération du Rhin.

- 16 juillet : création de la confédération du Rhin qui reconnaît Napoléon comme « protecteur » (1er août) et à laquelle adhèrent seize princes allemands[30].
- 20 juillet : traité de paix franco-russe, négocié par Talleyrand et l’ambassadeur Oubril[21].
- 2 août : suppression des droits féodaux à Naples[31].
- 6 août : l’empereur d’Autriche délie les Allemands du serment de fidélité à l’Empereur. C’est la fin du Saint-Empire romain germanique. François II prend le titre d'empereur d'Autriche sous le nom de François Ier[30].
- 13 août : victoire des insurgés serbes sur l'empire ottoman à la bataille de Mišar[32].
- 26 septembre : ultimatum prussien à Napoléon[21] Haugwitz exige l’évacuation immédiate de l’Allemagne. Début de la Quatrième Coalition : Royaume-Uni, Prusse, Russie, Suède. Les armées prussiennes sont sur le Main (Hohenlohe, 56 000 hommes) et plus au sud (Brunswick, 75 000 hommes). Napoléon dispose de 160 000 autour de Bamberg.
- 29 - 30 septembre, campagne de Dalmatie : victoire française sur les Russes à la bataille de Castel-Nuovo[33].

- 8 octobre :

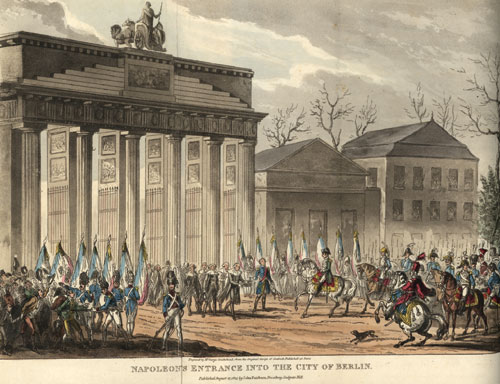
27 octobre : Napoléon à Berlin, gravure de John Cumberland, 1828.

  - La Grande Armée qui stationne en Allemagne du Sud entre immédiatement en campagne, se plaçant entre les deux armées prussiennes[21].
  - Les Britanniques utilisent des fusées Congreve contre la ville de Boulogne[34].
- 9 octobre : victoires françaises sur la Prusse et la Saxe aux batailles de Saalbourg et de Schleiz[35].
- 10 octobre : victoire française sur la Prusse à la bataille de Saalfeld[21].
- 14 octobre : victoires simultanées de Napoléon et de Davout à Iéna et Auerstadt contre les Prussiens Hohenlohe et Brunswick[21].
- 17 octobre : combat de Halle[36].
- 20 octobre : les troupes françaises passent l’Elbe à Wittemberg et Dessau tandis que les Prussiens la traversent à Magdebourg[37]. Murat et ses cavaliers poursuivent les forces ennemies jusqu'à Berlin. Rejetés en Prusse-Orientale, les Prussiens font leur jonction avec les troupes russes.
- 22 octobre-8 novembre : siège et prise de Magdebourg par les Français[38].
- 27 octobre : Napoléon entre dans Berlin[21].
- 28 octobre :
  - Combat de Prentzlow[21].
  - Les troupes russes franchissent le Dniestr en envahissent les provinces danubiennes[39].
- 29 octobre - 17 décembre : élections générales au Royaume-Uni[40].
  - Échec d’une nouvelle campagne des radicaux en faveur de la réforme électorale au Royaume-Uni (1806-1809)[41].
- 4 novembre : les troupes françaises entrent à Poznań où elles reçoivent un accueil chaleureux[42]. Elles s’attendent à un soulèvement général des Polonais[43]. Napoléon déclare que la France est toujours hostile au partage de la Pologne, mais ne fait aucune promesse politique afin de ne pas souder contre lui les trois puissances partageantes[44].
- 6-7 novembre : victoire française sur la Prusse à la bataille de Lübeck[21].
- 21 novembre : décret de Berlin codifiant le blocus continental et fermant tous les ports européens aux vaisseaux britanniques[10]. Toute entrée de marchandises provenant du Royaume-Uni ou de ses colonies est interdite ; tout navire, de quelque pavillon qu'il soit, qui a relâché au Royaume-Uni est déclaré de bonne prise. Le décret s'applique à la France et à ses alliés. Bien qu’inégalement appliqué, il suscite deux graves crises au Royaume-Uni en 1806-1807 et 1810-1812. La Russie y participera après Tilsit[45].
  - Le royaume du Portugal refuse d'adhérer au Blocus continental. Le Prince-Régent tente de gagner du temps en envoyant des émissaires à l’empereur.
- 28 novembre : les troupes de Murat entrent à Varsovie[43] où l’aristocratie est hostile à Napoléon (les Bourbons, dont le comte de Provence, s’y sont réfugiés). La ville ne bouge pas. À Paris, Kosciuszko revendique un gouvernement de type britannique et un grand État s’étendant de Rīga à Odessa, ce que Napoléon ne peut admettre. Il joue la carte de la szlachta, l’aristocratie polonaise. Il obtient le ralliement du prince Józef Poniatowski (1763-1813), neveu du dernier roi qui avait combattu sous Kosciuszko[44].
- 29 novembre : prise de Iassy par les troupes russes[39].
- 11 décembre, Poznań : Napoléon accepte la reddition de l'électeur de Saxe, qui fait la paix, entre dans la confédération du Rhin et reçoit le titre de roi[46].
- 12 décembre : les insurgés serbes de Karageorges s'emparent de Belgrade après leur victoire à Mišar sur les Turcs[47].
- 18-19 décembre[43] : Napoléon arrive à Varsovie où il reçoit un accueil empressé des aristocrates. Parmi eux se trouve la comtesse Marie Walewska (1789-1817), qui devient sa maîtresse et dont il aura un fils, futur ministre des Affaires étrangères de Napoléon III. Il nomme une commission de gouvernement dans laquelle Poniatowski s’occupe des affaires militaires[44].
- 22 décembre : la Grande Armée traverse la Vistule[43].
- 26 décembre : résistance des troupes russes aux combats de Golymin et de Pułtusk, en Pologne. Napoléon renonce à poursuivre les Russes et place ses troupes en quartiers d’hiver sur la Vistule[48].
- 30 décembre : début de la guerre russo-ottomane (fin en 1812)[49]. Le voïévode de Valachie Constantin Ipsilanti, rêvant de reconstituer un royaume de Dacie avec l’appui du tsar, est destitué par le Sultan en août. Les Russes occupent les provinces danubiennes (novembre-décembre)[39]. En réplique, la Turquie déclare la guerre à la Russie le 30 décembre.

- Soulèvement de Padoue et Vicence contre les impôts et la conscription[50].

## Naissances en 1806
- 5 janvier : Constant Mongé-Misbach, peintre d'histoire français († 18 janvier 1871).
- 8 janvier : Jean Gigoux, peintre d'histoire, dessinateur, lithographe, illustrateur et collectionneur français († 11 décembre 1894).
- 9 janvier : Joseph-Isidore Bédard, avocat et  homme politique canadien († 14 avril 1833).
- 10 janvier : Louis Joseph César Ducornet, peintre français († 27 avril 1856).
- 13 janvier : Eugen Napoleon Neureuther, peintre dessinateur et graveur allemand († 23 mars 1882).
- 16 janvier : Bernhard von Neher, peintre allemand († 17 janvier 1886).
- 19 janvier : Pierre Justin Ouvrié, peintre et lithographe français († 23 octobre 1879).
- 27 janvier : Julius Hübner, peintre allemand († 7 novembre 1882).
- 30 janvier : Édouard Maubert, peintre français d'histoire naturelle († 30 avril 1879).

- 3 février : Joseph Marc Gibert, peintre français († 31 décembre 1884).
- 21 février : Johann Georg Hiltensperger, peintre d'histoire et professeur à l'Académie des beaux-arts de Munich († 13 juin 1890).
- 6 mars : Elizabeth Barrett Browning, poétesse, essayiste et pamphlétaire britannique († 29 juin 1861).

- 8 mars : Antonio María Esquivel, peintre romantique et portraitiste espagnol († 9 avril 1857).
- 10 mars : José de los Santos, matador espagnol († 17 décembre 1847).
- 12 mars : Charles Mozin, peintre français († 7 novembre 1862).
- 15 mars : Alexis Joseph Pérignon, peintre français († 23 mars 1882).
- 16 mars : Félix De Vigne, peintre et archéologue belge († 5 décembre 1862).
- 18 mars : Kajetan von Bissingen-Nippenburg, homme politique allemand d'origine autrichienne († 10 mai 1890).
- 24 mars : Ernest de Saint-Prix, homme politique français († 16 septembre 1876).
- 26 mars :
  - Louis-Marie-Joseph-Eusèbe Caverot, cardinal français, archevêque de Lyon († 23 janvier 1887).
  - Josef Slavík, violoniste et compositeur tchèque († 30 mai 1833).
- 28 mars : Hans Victor von Unruh, fonctionnaire et homme politique prussien († 4 février 1886).

- 9 avril : Isambard Kingdom Brunel, ingénieur anglais concepteur du Great Eastern († 15 septembre 1859).
- 11 avril : Pierre Guillaume Frédéric Le Play, ingénieur du corps des mines et sociologue paternaliste français († 5 avril 1882).

- 2 mai : Charles Gleyre, peintre suisse († 5 mai 1874).
- 6 mai : Adeodato Malatesta, peintre italien († 24 décembre 1891).
- 11 mai : Jean-Joseph Thorelle, peintre et graveur français († 1889).
- 20 mai : John Stuart Mill, philosophe et économiste britannique († 8 mai 1873).

- 2 juin : Isaac Strauss, chef d'orchestre, compositeur et collectionneur français († 9 août 1888).
- 16 juin : Eugenio Cavallini, violoniste et compositeur italien († 11 avril 1881).
- 27 juin : Raphaël d'Erlanger, homme politique et banquier juif allemand († 30 janvier 1878).

- 11 juillet : Giacinto Gigante, peintre italien († 29 septembre 1876).
- 13 juillet : John Elphinstone Erskine, navigateur et homme politique britannique († 6 avril 1881).
- 16 juillet : Paul Lauters, aquarelliste, lithographe et graveur belge († 12 novembre 1875).
- 28 juillet : Alexandre Ivanov, peintre russe († 15 juillet 1858).
- 31 juillet : Eugène Lepoittevin, peintre, graveur, illustrateur et caricaturiste français († 6 août 1870).

- 9 août : Pierre François Eugène Giraud, peintre et graveur français († 28 décembre 1881).
- 17 août : Johann Kaspar Mertz, guitariste et compositeur autrichien († 14 octobre 1856).
- 21 août : Johannes Frederik Fröhlich, violoniste, chef d'orchestre et compositeur danois († 21 mai 1860).

- 2 septembre : Josef Gusikov, musicien polonais († 21 octobre 1837).
- 9 septembre : Sarah Mapps Douglass, abolitionniste américaine († 8 septembre 1882).
- 23 septembre :
  - Fabre Geffrard, militaitre et homme politique haïtien († 31 décembre 1878).
  - Prosper Lafaye, peintre, dessinateur et maître-verrier français († 3 mars 1883).
- 24 septembre : George Alexander Osborne, compositeur et pianiste irlandais († 16 novembre 1893).
- 30 septembre : Jerônimo Francisco Coelho, homme politique et patron de presse brésilien († 16 janvier 1860).

- 28 octobre : Alphonse Pyrame de Candolle, botaniste suisse († 4 avril 1893).

- 5 novembre : Eugène de Bassano, explorateur de mine, entrepreneur et homme politique français († 21 décembre 1889).
- 13 novembre : Philip de Malpas Grey Egerton, paléontologue britannique († 6 avril 1881).
- 14 novembre : Joseph Guichard, peintre français († 31 mai 1880).
- 23 novembre : Francis Ormand Jonathan Smith, homme politique et chef d'entreprise américain († 14 octobre 1876).
- 25 novembre : Walter Francis Montagu-Douglas-Scott, aristocrate et homme politique britannique († 16 avril 1884).

- 4 décembre : Friedrich Burgmüller, compositeur allemand († 13 février 1874).
- 6 décembre : Gilbert Duprez, chanteur d'opéra français († 17 décembre 1847).
- 30 décembre : Alexandre Hesse, peintre français († 7 août 1879).

- Date inconnue :
- Domingo Crisanto Delgado Gómez, compositeur espagnol († 1858).

## Décès en 1806
- 16 janvier : Nicolas Leblanc, médecin et chimiste français (° 6 décembre 1742).
- 23 janvier : William Pitt le Jeune, premier ministre de Grande-Bretagne et puis du Royaume-Uni (° 28 mai 1759).
- 30 janvier : Vicente Martín y Soler, compositeur espagnol d'opéras et de ballets (° 2 mai 1754).
- 2 février : Jean-Xavier Bureau de Pusy, ingénieur militaire et homme politique français (° 7 janvier 1750).
- 14 février : Jean Dauberval, danseur et chorégraphe français (° 19 août 1742)
- 22 février : James Barry, peintre britannique (° 11 octobre 1741).
- 3 mars : Heinrich Christian Boie, écrivain allemand (° 19 juillet 1744)
- 13 mars : Gabriel-François Doyen, peintre français (° 20 mai 1726)
- 30 mars : Georgiana Cavendish, duchesse de Devonshire (° 7 juin 1757).
- 4 avril : Carlo Gozzi, auteur dramatique italien (° 13 décembre 1720).
- 22 avril : Pierre de Villeneuve, amiral français (° 31 décembre 1763).
- 13 mai : Jean-Faur Courrège, peintre français (° 1730).
- 23 juin : Mathurin Jacques Brisson, zoologiste et physicien français (° 30 avril 1723).
- 10 juillet : George Stubbs, peintre anglais (° 25 août 1724).
- 22 juillet : Maximilien Antoine de Baillet de Latour, général du Saint Empire qui servit dans l'armée impériale pendant les guerres révolutionnaires (° 14 décembre 1737).
- 26 juillet : Karoline von Günderode, poétesse allemande (° 11 février 1780).
- 3 août : Michel Adanson, botaniste français (° 7 avril 1727).
- 22 août : Jean-Honoré Fragonard, peintre français (° 5 avril 1732).
- 23 août : Charles Augustin De Coulomb, physicien français (° 14 juin 1736).
- 20 septembre : Utamaro Kitagawa, graveur et peintre japonais (° 1753).
- 27 septembre : Wolfgang Heribert von Dalberg, homme politique et auteur dramatique allemand (° 18 novembre 1750).
- 29 septembre : Clément-Louis-Marie-Anne Belle, peintre français (° 16 novembre 1722).
- 12 octobre : Louis-Gabriel Moreau, dessinateur, aquafortiste et peintre français (° 1740).
- 17 octobre : Jean-Jacques Dessalines, militaire haïtien (° 20 septembre 1758)
- 26 octobre : Denis Battin, général de brigade de la Révolution française (° 1723)
- 10 novembre : Charles-Guillaume-Ferdinand de Brunswick, militaire allemand (° 9 octobre 1735).
- 18 novembre : Claude Nicolas Ledoux, architecte français (° 21 mars 1736).
- Date inconnue :
  - Carlo Magini, peintre baroque italien (° 1720).
  - Michelangelo Morlaiter, peintre italien (° 23 décembre 1729).
- Vers 1806 :
- Luigi Borghi, violoniste, compositeur et directeur artistique italien (° vers 1745).